# Ben Frost
Ben Frost (Melbourne, 1980) es un compositor, productor discográfico y diseñador de sonido australiano-islandés.

## Biografía
Nacido en Melbourne, Australia, y radicado en Reykjavík, Islandia, desde 2005, Frost compone música instrumental electrónica y electroacústica de carácter experimental, con influencias que van desde el minimalismo clásico de Arvo Pärt hasta el rock industrial, el glitch y el ambient. Sus primeros lanzamientos incluyen álbumes con un notable protagonismo de la guitarra eléctrica: Steel Wound (2003) y School of Emotional Engineering (como parte de la banda homónima, 2004). Theory of Machines (2007) supuso un punto de inflexión hacia una música más experimental, electrónica y oscura, rasgos acentuados en By The Throat (2009), uno de sus mayores éxitos de crítica, siendo ubicado en el número 9 de la lista anual de los mejores discos según la revista The Wire.
En 2011, una colaboración con Brian Eno y el también compositor islandés Daníel Bjarnason tuvo como resultado Solaris, un álbum conceptual inspirado en la película homónima de Andrei Tarkovsky. En 2014, después de firmar con el sello discográfico británico Mute Records, Frost lanzó el álbum Aurora, caracterizado por sus ritmos trepidantes (usando tanto percusiones acústicas como digitales) y un sonido aún más abrasivo, alcanzando de nuevo el grado de «aclamación universal» según el ranking de Metacritic. En 2017, Frost viajó a Chicago para grabar The Center Cannot Hold con el prestigioso productor Steve Albini, acercándose al terreno de la música drone.
Además de su trabajo en solitario, Frost ha colaborado a menudo con otros músicos como Björk, Tim Hecker o la banda de rock estadounidense Swans, como productor, ingeniero de estudio e intérprete. En el campo de la producción audiovisual, es autor de la música para las tres temporadas del thriller de ciencia ficción alemán Dark de Netflix, así como la banda sonora de la serie de Ridley Scott Raised by Wolves, entre otras obras.
En el período de 2020 a 2023 ha grabado y publicado varios álbumes basados en técnica de grabaciones de campo: Broken Spectre, con registros sonoros tomados en el Amazonas, y Vakning, en colaboración con Francesco Fabris, que recoge samples de la erupción del volcán islandés  Fagradalsfjall acontecida en 2021.

## Discografía

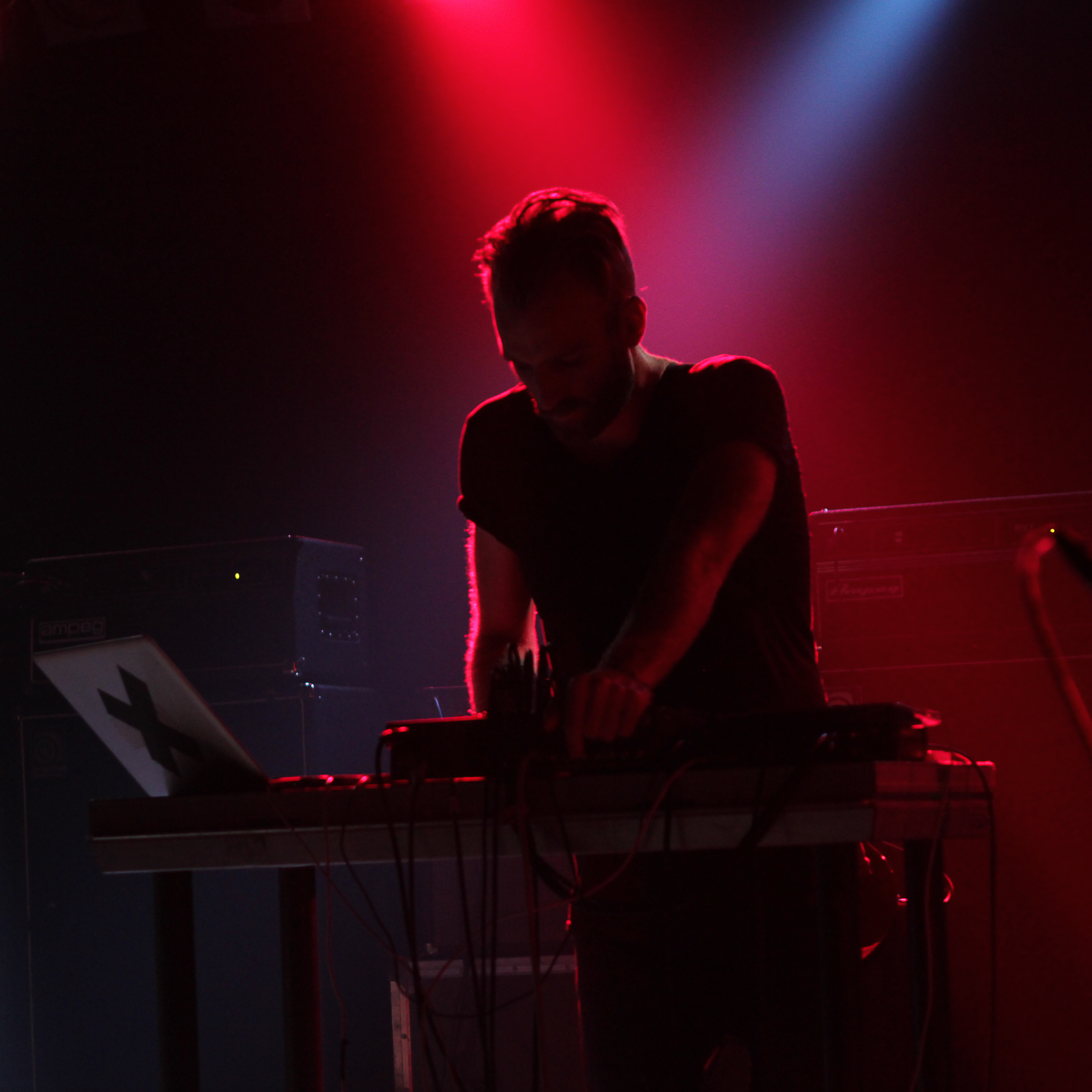
Ben Frost en directo en Meetfactory

- Steel Wound (2003/reediciones en 2007/2012) – Room40
- School of Emotional Engineering (2004) – Architecture
- Theory of Machines (2007) – Bedroom Community
- By the Throat (2009) – Bedroom Community
- The Invisibles (2010) – para Amnesty International
- Solaris (con Daníel Bjarnason) (2011) – Bedroom Community
- Sleeping Beauty (2011)  – independiente - banda sonora de la película homónima de Julia Leigh.
- Black Marrow (2013) – independiente
- FAR (2013) – independiente
- Aurora (2014) – Mute Records / Bedroom Community
- Variant (2014) – Bedroom Community
- Tom Clancy's Siege (Original Game Soundtrack) (con Paul Haslinger) (2015) – Ubisoft Music
- The Wasp Factory (2016) – Bedroom Community
- Threshold of Faith (2017) – Mute Records
- Catastrophic Deliquescence, Music From Fortitude (2015-2018) – Mute Records – BSO de Fortitude ( serie de televisión)
- The Centre Cannot Hold (2017) – Mute Records
- Super Dark Times (2017) – BSO de la película homónima de Kevin Phillips.
- Dark – BSO de la serie de Netflix (2019-2020) – Invada Records
- Broken Spectre (2022) – Vinyl Factory
- Vakning (con Francesco Fabris, 2023) - Room40
- Scope Neglect (2024) - Mute Records